# Draba lutescens
Draba lutescens är en korsblommig växtart som beskrevs av Ernest Saint-Charles Cosson. Draba lutescens ingår i släktet drabor, och familjen korsblommiga växter. Inga underarter finns listade i Catalogue of Life.